# Гази II Ґерай
Гази II Ґера́й Бура (Бора) (крим. II Ğazı Geray, ۲غازى گراى‎; Bora Ğazı Geray, بورا غازى گراى‎; 1551–1607) — кримський хан у 1588–1596 рр. з династії Ґераїв. Син Девлета I Ґерая.
Писав вірші під псевдонімом «Газайї», та мав прізвисько «Бора», тобто «лютий зимовий буревій».

## Біографія
Син Девлет I Ґерая і Айше Фатьми Султан.
Ханзаде Гази Ґерай брав участь в численних військових походах свого батька, кримського хана Девлета I Ґерая. У 1569 році Гази Ґерай взяв участь у невдалому поході османсько-кримської армії на Астрахань.
У 1578 році Гази Ґерай разом зі своїми братами Аділь Ґераєм і Шакай Мубарек Ґераєм брав участь у поході кримського війська в Персію, де ханзаде брали участь в спільних з османами військових операціях проти кизилбашів. У листопаді 1578 року в битві на р. Аксу в Ширвані кримська кіннота зазнала поразки від переважаючих сил іранської армії. Кримський калга Аділь Ґерай, старший брат Гази Ґерая, був узятий в полон і в наступному році страчений.
У 1579 році Гази Ґерай брав участь у новій військовій кампанії кримського хана Мехмеда II Ґерая в Дагестані і Ширвані. Гази Ґерай розбив кизилбашів під Баку. Захопивши величезну здобич і велику кількість полонених, хан Мехмед Ґерай повернувся до Криму, залишивши на допомогу османам двохтисячний загін кримців під командуванням Гази Ґерая. За наказом османського головнокомандувача Гази Ґерай керував захистом нових османських володінь в Азербайджані. Гази Ґерай не тільки відстояв новозавойованні міста, а й розбив зимовий стан іранської армії, за що отримав подяку від османського султана.
Навесні 1581 року ханзаде Гази Ґерай під час чергового походу був захоплений в полон кизилбашами. Шахський полководець Хамза-мірза наказав кинути царевича в темницю в фортеці Аламут. Кизилбаши пропонували Гази Ґераю перейти на службу до шаха і воювати з османами. Іранський шах обіцяв одружити його на своїй дочці, наділити військом і призначити намісником Ширвану. Однак Гази Ґерай навідріз відмовився. В іранському укладанні(де?) Гази Ґерай провів сім років.
1587 року Гази Ґерай, підкупивши двох тюремників, здійснив зухвалу втечу з Аламута в османські володіння. Кримський царевич прибув в Ерзурум і взяв участь у військових діях проти іранців. Потім з Ерзурум Гази Ґерай прибув до Стамбула, де був з великими почестями прийнятий султаном Мурадом III (1574-1595), який пообіцяв зробити його кримським ханом.

## Перше правління
У квітні 1588 році після смерті кримського хана Ісляма II Ґерая (1584-1588) османський султан Мурада III призначив новим ханом його молодшого брата Гази Ґерая. Наприкінці квітня кримський хан Гази Ґерай висадився в Балаклаві. Його другий брат і калга-сультан Альп Ґерай оголосив себе ханом і з військом перебував у Аккермана. Царевич Селямет і Мубарек зі своїми загонами захищали Перекоп і Керч. Гази Ґерай розіслав всім своїм братам наказ відвести війська і з'явитися в столицю. 27 квітня Газі Ґерай вступив в Бахчисарай, де урочисто зайняв ханський престол. Калга Альп Ґерай, самовільно оголосивший себе новим ханом, втік до Османської імперії, а інший брат, нуреддін Шакай Мубарек Ґерай, втік в Черкесії. Гази Ґерай надіслав гінців до своїх племінників, ханзаде Мураду і Сафе Гераям, які проживали в Астрахані, запрошуючи їх повернутися до Криму. У червні 1588 року до Криму повернувся царевич Сафа Ґерай і мансурський мурза Арсланай Дівєєв з десятитисячним ногайським військом. Кримський хан Гази Ґерай, який взяв за дружину мати Сафи Ґерая, оголосив його своїм прийомним сином і нуреддіном.
Спочатку Гази Ґерей призначив калга-султаном свого молодшого брата Селямет Ґерая, а нуреддіном зробив свого племінника Сафу Ґерая (1588-1591). Незабаром між ханськими родичами загострилися відносини. Калга Селямет Ґерай, побоюючись розплати з боку Сафи Ґерая за вбивство його батька Мехмед Ґерая, втік до Кєфє. Кримський хан Гази Ґерай зажадав від Кєфінського паші видати свого молодшого брата Селямета, але останній був відправлений до Стамбула. Гази Ґерай призначив новим калгою свого іншого брата Фетіха Ґерая (1588-1596). У 1591 році після смерті Сафи Ґерая Гази II призначив новим нуреддіном свого іншого племінника Бахті Ґерая (1591-1596), сина колишнього кримського калги Аділь Ґерая.
Відразу ж після свого воцаріння кримський хан Гази II Ґерай вжив заходів щодо подолання політичної кризи в країні, помиривши  бейські роди і покаравши винних в загибелі Мехмеда II Ґерая. Також він справив значне посилення особистої ханської гвардії, щоб зробити хана більш незалежним у відносинах зі знаттю.
У вересні 1589 кримський хан Гази Ґерай зробив великий похід на південні володіння Речі Посполитої, розоривши околиці Львова і Тернополя. На зворотному шляху кримці витримали запеклий бій на дніпровській переправі із запорізькими козаками.
У тому ж 1589 році ханзаде Шакай Мубарек Ґерай, скориставшись відходом свого брата, хана Гази Ґерая, в похід на володіння Речі Посполитої, спробував прорватися з Черкесії до Криму і захопити ханський престол, але був відбитий.
Здійснюючи військові походи в межі Речі Посполитої і листуючись зі Швецією, Гази II Ґерай з початку свого правління жив мирно з московських царем Федором Івановичем  і навіть писав йому дружні листи.
Однак влітку 1591 кримський хан Гази Ґерай разом з ногайським мурзою Казі зробив великий похід на Московську державу. У поході брали участь калга Фетіх Ґерай і нуреддін Сафа Ґерай. На чолі 150-тисячної кримсько-ногайської армії хан вторгся до московитських володінь. 3 липня 1591 кримський хан перейшов через річку Оку (між Кашира і Серпухова) і кинувся на Москву. По дорозі кримці легко розгромили невеликий кінний загін під командуванням воєводи князя Володимира Івановича Бахтеярова-Ростовського на річці Пахре. Вранці 4 липня кримське військо підступило до Москви, де в районі майбутнього Донського монастиря його зустріло зібране царське військо в укріпленому гуляй-місті. Сам хан Гази Ґерай розташувався табором в селі Котли, звідки відправив передові кримські загони на атаку на московські позиції. Московські воєводи за допомогою артилерійського і рушничного вогню відбили всі ворожі атаки. Вночі 5 липня московити відкрили артилерійський вогонь і організували напад на ханський табір. Вранці 6 липня кримський хан Гази Ґерай, повіривши неправдивому повідомленню московського полоненного шпигуна про прибуття великої раті з Новгорода, почав поспішний відступ з-під Москви на південь. Кримці втекли, кинувши більшу частину обози. Московські кінні загони кинулися переслідувати відступаючого противника, наздогнали у Серпухова на Оці і гнали до Тули, винищуючи і взявши в полон сотні кримських воїнів. Окремі кримські «загони» були розбиті в околицях Тули, Михайлова і Пронска. Московські кінні загони переслідували відступаючих і деморалізоване кримське військо і «в Поле». В останніх боях був поранений в руку сам хан Гази Ґерай, який, проте, зумів зберегти і привести третину своєї армії до Криму. Вночі 2 серпня кримський хан прибув в Бахчисарай. Були поранені принци Сафа Ґерай і Бахті Ґерай, племінники хана.
Навесні 1592 року калга Фетіх Ґерай і нуреддін Бахті Ґерай зробили новий похід на московію. 40-тисячне кримське військо спустошило михайлівські, рязанські, тульські, деділовскіе, каширському та веневском волості, захопивши велику кількість полонених.
Після своєї поразки під Москвою кримський хан Гази II Ґерай писав московському царю Федору Івановичу про відновлення дружби і повідомляв навіть про свій намір проголосити повну незалежність від Османської Держави, хоча його кримці в той же час часто нападали на південні області Московського царства. Часто відправленний османським султаном Мурадом III то в Молдавію, то в Волощину, то в Угорщину для упокорення збунтуваних народів Гази II Ґерай з дозволу султана влітку 1594 року уклав мирний договір з Московським царством, отримав від царського уряду 10 тис. рублів і багато інших дарів. З тих пір він, завдяки грошовим посилкам, залишався в дружбі з Московським царством до часів царя Василя Шуйського. Гази II мав величезний авторитет в Стамбулі, оскільки не раз рятував османські війська, особливо в угорських походах.
Влітку 1594 року за наказом султана кримський хан Гази Ґерай на чолі 80-тисячного кримського війська зробив перший похід на Угорщину. У липні хан прибув до Угорщини, де з'єднався з османською армією під командуванням візира Сінана паші. Кримський хан надав османам допомогу при облозі фортеці Рааб. Потім кримська армія, діючи окремо від османів, обложила і взяла замки Тата і Коморні. Незабаром кримський хан Гази Ґерай посварився з османським візиром Сінаном пашею і разом зі своїм військом відступив з Угорщини до Криму, залишивши на допомогу османам десять тисяч ногайців.
В цей час в Валахії і Молдавії, васальних князівствах Османської імперії, спалахнуло повстання проти османського панування. Кримський хан Гази Ґерай, який повертався з угорського походу, вирішив втрутитися у внутрішні справи придунайських князівств. Гази Ґерай запропонував Порті посадити на молдавський господарський престол кримського царевича Аділь Ґерая, сина нуреддіна Бахті Ґерая. Гази Ґерай з кримським військом вторгся до Валахії, де під час одного з боїв з повстанцями був важко поранений кулею. Поранений Гази Ґерай з військом відступив в Сілістрію, звідки навесні 1595 року повернувся до Криму.
Восени 1595 кримський хан Гази Ґерай на чолі великого війська почав похід на Молдавію. Польський король Сигізмунд III Ваза відправив до Молдовського князівства армію Речі Посполитої, яка усунула від влади господаря Арона Тирана (1592-1595) і звела на княжий престол Єремію Могилу (1595-1600). 19-20 жовтня під Цецорою кримське військо (25 тис. воїнів) атакувала невелике військо Речі Посполитої (7300 чол.), сховавшись в укріпленому обозі і успішно відбивши всі атаки ворогів. Гази Ґерай вступив в мирні переговори з головнокомандуючим Речі Посполитої, великим гетьманом коронним Яном Замойським, визнав ставленика Речі Посполитої Ієремію Могилу новим господарем і зобов'язався вивести свої війська з Молдавії.
У 1596 році за наказом нового османського султана Мехмеда III (1595-1603) кримський хан Гази Ґерай зібрав військо і виступив в черговий похід на Угорщину. Проте по дорозі Гази Ґерай з головними силами зупинився в Валахії, передавши своєму молодшому братові, калге Фетіху Ґераю, частину військ і наказавши йому слідувати в Угорщину. Сам кримський хан вирішив скинути бунтівного волоського воєводу Михайла Хороброго і посадити замість нього Симеона Могилу. Калга-султан Фетіх Ґерай з 20-тисячним кримським військом прибув до Угорщини, де з'єднався з осмнаською армією. Кримський калга взяв участь у взятті фортеці Егер і відіграв велику роль у розгромі австрійської армії. Новий великий візир Коджа Сінан паша (1595-1596), вороже ставився до кримського хана Гази Ґерай, переконав султана призначити калгу Фетіха Ґерая новим ханом. Спочатку Фетіх Ґерай відмовлявся, але великий візир переконав його прийняти ханський титул. Тим часом кримський хан Гази Ґерай прибув з Валахії до Криму, де отримав султанський указ про свою відставку. Повалений хан сів на корабель і відплив до Стамбула, але через сильний шторм на морі висадився в Синопі. Фетіх Ґерай пробув на ханському престолі тільки кілька місяців. Тим часом великий візир Коджа Сінан-паша потрапив в опалу і був відправлений у відставку. Новим великим візиром був призначений Дамат Ібрагім паша (1596-1597), який умовив султана підписати указ про відновлення Гази Герая на ханський трон. Гази Ґерай прибув до Кєфє, де заявив про свої права на ханський престол. Однак його молодший брат Фетіх Ґерай відмовився поступитися старшому братові престол. Брати-суперники, котрі мали султанські укази, звернулися в шаріатський суд. Головний кримський муфтій Азака-ефенді вирішив суперечку на користь Гази Ґерая. Фетіх Ґерай змушений був тікати з Криму в Черкесію.

## Друге правління
Влітку 1597 року Фетіх Ґерай, скориставшись відсутністю свого старшого брата Гази Ґерая, зі своїми прихильниками вступив до Криму і спробував захопити Бахчисарай. Гази Ґерай з великим військом повернувся з низовин Дніпра в Крим і підійшов до столиці, а Фетіх Ґерай втік до Кєфє. Незабаром Фетіх Ґерай вирішив примиритися зі своїм старшим братом і прибув в ставку Гази Ґерая, де був підступно вбитий. За розпорядженням хана була перебита вся сім'я Фетіха Ґерая. Калга Бахті Ґерай прихильник Фатіх Ґерая, був також убитий.
Вдруге утвердившись на ханському престолі, Гази Ґерей призначив калга-султаном свого брата Селямет Ґерея (1596-1601), який незабаром втік до Османської імперії. Нуреддіном став Девлет Ґерай (син Саадет II Ґерая) (1596-1601), який незабаром був відсторонений від посади, а потім страчений. У 1601 році після втечі Селямет Ґерая з Криму Тохтамиш Ґерай став новим калгою (1601-1607), а його молодший брат Сефер Ґерай - нуреддіном (1601-1607).
Влітку 1598 року за наказом османського султана кримський хан Гази Ґерай здійснив другий похід в Угорщину. З'єднавшись з османською армією під командуванням Сатирджі Мехмеда паші, Гази Ґерай осадив і взяв важливу фортецю Вараді в Трансільванії. Восени кримський хан відвів свою армію до Самбора, а сам прибув в Сілістрію. Восени 1599 хан Гази Ґерай з кримським військом повернувся до Криму.
У червні 1601 кримський хан Гази Ґерай придушив змову свого нуреддіна Девлет Ґерая. Девлет Ґерай домовився з Ширинським беєм Кутлу Гіреєм, що той допоможе йому вбити хана і зайняти ханський престол. У день Курбан-байраму за наказом Гази Ґерая ханські гвардійці застрелили нуреддіна Девлет Ґерая і Ширинского бея. Ханзаде Мемет і Шахін Ґераї, молодші брати Девлет Ґерая, втекли до Османської Держави. Калга Селямет Ґерай, молодший брат Гази Ґерая, підозрюваний в участі у змові, втік з Криму в Аккерман, а звідти в османські володіння.
Восени 1602 кримський хан Гази Ґерай зробив третій похід в Угорщину. Хан оселився перечекати зиму в угорському місті Печ. Навесні 1603 році кримські війська разом з османами взяли участь у військових діях.
У 1603 році кримський хан Гази Ґерай, який побоювався вторгнення османської армії, вступив в переговори з королем Речі Посполитої Сигізмундом III Вазою, просячи його надати допомогу в будівництві фортець та надіслати до Криму вогнепальну зброю. Однак в грудні 1603 року османський султан Мехмед III помер, новим султаном був проголошений 13-річний Ахмед І (1603-1617). Газі Ґерай примирився з Портою і надіслав на допомогу османам до Угорщини частину своїх військ під командуванням свого старшого сина, калги Тохтамиша Ґерая.
Восени 1607 кримський хан Гази Ґерай прибув в північнокавказьку фортеця Газі-Кермен, побудовану за його наказом у верхів'ях Кубані, на підступах до Черкесії. Тут хан провів всю зиму, приводячи до присяги володарів Кабарди, Кумики і Північного Дагестану.

## Смерть
55-річний Гази Ґерай помер від чуми в Темрюк в місяці Шабан (21 листопада - 20 грудня) 1607 року. Похований в Бахчисараї.

## Значення

### В історії
Гази II — одна з найяскравіших постатей у династії Ґераїв. Він був прекрасним каліграфом, уславленим поетом (відомим під псевдонімом Газайї), майстром гри на саазі. Поетичні і музичні твори Газайї вважаються етапною віхою в історії кримського мистецтва. Основні літературні твори: «Троянда і Соловей», «Кава і вино», «Долаб», безліч віршованих мініатюр. Гази ІІ Ґерай вважається класиком средньовічної тюркської літератури та музики. Його твори й зараз широко виконуються у сучасній Туреччині.
Кримський хан Гази II отримав від народу прізвисько Буря (кримсько-тат. Bora) за запальність і неприборканість характеру.

## Сім'я
Дружини
- Фатьма Султан
- Карим-Шах (Кармешей) Султан
- Михри (Мехривефа) Султан
- Зейнаб Султан
- Махдум Султан — вдова Мехмед II Ґерай.

Сини
- Ханзаде Тохтамиш — мати Фатьма Султан.
- Ханзаде Сефер
- Ханзаде Інает
- Ханзаде Хусам
- Ханзаде Саадат
- Ханзаде Ауз

Дочки
- Ханзаде Ханим Султан